# Occultation majeure
L'occultation majeure (en arabe الغیبة الکبری), ou la grande occultation chiite, est la seconde occultation du Mahdi après sa première occultation. Cette phase a commencé en l'an 329 de l'année de l'Hégire et se prolonge jusqu'à nos jours. Selon les chiites duodécimains, elle se prolongera encore jusqu'à l’apparition de l’Imam Mahdi.
Selon les auteurs imamites, l'occultation majeure a commencé avec la fin du Nyabah spécial de quatre députés du dixième imam. Pendant cette période, aucun député ne devrait être nommé par l'imam, et l'affaire devrait rester entre les mains de Dieu jusqu'à ce que l’imam réapparaisse.

## Contact entre l'imam et les fidèles
L’Occultation majeure commence après la mort du quatrième Représentant (nâ’ib khâss) de l’Imam caché et continue jusqu'à de nos jours. Durant cette deuxième phase de l’Occultation, contrairement à la première, l’Imam caché n’a pas de représentant et ne communique plus avec les chiites.
Vers 329h./941c., le quatrième Représentant reçut une dernière lettre de l’Imam caché dans laquelle celui-ci précise l’impossibilité de communication avec lui après la mort de son quatrième nâ’ib.
La tache de médiateur entre l'imam et ses disciples a été indirectement assumé par les ruwat qui ont rempli les fonctions d'agent spécieux de l'imam sans avoir toutefois le titre de député.

## Les sources chiites sur l’Occultation
- Al Ghaybah livre de l'Occultation de Abu Muhammad ibn Ibrahim Nemani
- Al-Fusul al-ashara fi al-ghayba de Cheykh Mofid[3]